# 昝凌
昝凌（1912年9月6日—1967年9月10日），天津人，中华人民共和国政治人物。
就讀於清華大學、成都空軍機械學校高級班、担任航空仪表专家。重工业部航空工业管理局工程师。1954年，当选第一届全国人民代表大会代表。